# Elias Cornell
Carl Elias Cornell, född 5 februari 1916 i Uppsala församling, död 22 juni 2008 i Älvsborgs församling i Västra Götalands län, var en svensk arkitekturhistoriker.
Cornell, som tillhörde den svenska släkten Cornell, avlade filosofie licentiatexamen i Uppsala 1946 och blev filosofie doktor 1952. I Uppsala var han knuten till Gregor Paulssons storprojekt Svensk stad. Han var assistent vid Chalmers tekniska högskola 1945–1946, speciallärare 1946–1965, extra ordinarie docent 1953–1960 och forskardocent 1961–1965. Han blev professor i arkitekturens teori och historia vid Chalmers 1965 och verkade som sådan fram till sin pensionering 1982. Den innebar inte att han slutade att vara aktiv i samhällslivet, utan så sent som 1996 publicerade han boken Rummet i arkitekturen.
Cornells skriftliga produktion är mycket omfattande. Han är även översatt till flera utländska språk. Med Jan Myrdal delade han ett intresse för Kina. Folkbildningen var viktig för Cornell, som gav stort tidsutrymme till den populärvetenskapliga arenan. 
Cornell var son till professor Henrik Cornell och konsthistorikern  Ingegerd Henschen samt halvbror till diplomaten Erik Cornell och  professor David Ingvar.
Han var gift första gången 1941–1947 med grossisten och författaren Elisabeth Ralf (1918–2017). År 1947 gifte han sig med förskolepedagogen Kirsti Birkeland (född 1922 i Trondheim, Norge, död 2017). Tillsammans fick de fyra barn: ekonomihistorikern Lasse Cornell (1947–1987), agronomen Bodil Cornell (född 1950), arkivarien Carl Michael Cornell (1952–2002) och arkeologen Per Cornell (född 1962). Makarna Cornell är begravda på Västra kyrkogården i Göteborg.

## Utmärkelser
Olle Engkvist-medaljen (1974)